# Villa Bisio
Villa Bixio è una delle ville genovesi più rinomate. Situata nel quartiere di Albaro. È citata ripetutamente nella biografia del pittore Cesare Viazzi che molto collaborò alla sua decorazione.
Cesare Viazzi, dopo l'esperienza decorativa delle tempere su muro di palazzo Raggio in via Balbi, preferì eseguire le sue composizioni a olio, su tela, con telai all'occorrenza variamente sagomati. Questo gli consentiva qualità di materia pittorica a lui più congeniale, maggiore brillantezza dei colori, lavoro al cavalletto in una postura più agevole, trasferibilità delle opere che - prima di essere situate in loco con cornici in stucco - potevano figurare in esposizioni pubbliche.
Proprio questa mobilità degli apparati decorativi del Viazzi consentì il loro distacco e trasferimento a proprietari tutt'oggi sconosciuti.
Una serie di quattro immagini scattate dal fotografo genovese Sciutto nell'anno 1900, una calcografia della rivista Natura e Arte dell'aprile 1908, la descrizione di una visita allo Studio del Viazzi al palazzo del Principe apparsa sul giornale il Caffaro del 4-5 aprile 1899, consentono di documentare con certezza, se non la villa per intero, almeno una parte importante del suo interno: il complesso decorativo di Viazzi intitolato Invocazione alla Fertilità.
Così si legge sul Caffaro: 
Un altro complesso decorativo del Viazzi qui presente - la Garçonnière di Via XX Settembre - è andato disperso in collezioni private. Ne esiste una documentazione fotografica d'epoca presentata con grande eleganza, rilegata in pelle con sovrimpressioni in oro, segno della considerazione di cui l'allestimento nel suo complesso poté godere all'epoca.